# Nattvaktens hustru
Nattvaktens hustru är en svensk dramafilm från 1947 i regi av Bengt Palm. I huvudrollerna ses Åke Grönberg, Britta Holmberg och Sture Lagerwall.

## Handling
Ingegerd Lindberg kommer till Stockholm från landsorten. Den förste hon råkar på Centralen är Curt Brehmer, men deras vägar skiljs omgående. 
Ingegerd söker upp sin syster, som ordnat arbete på ett kafé och som hon skall bo hos, men systern har just avlidit i sviterna efter en illegal abort. Ingegerd tvingas gå brandvakt första natten i storstaden. 
Under sin ofrivilliga promenad träffar hon en nattvakt, Gunnar Eklund, som tar hand om henne. Gunnar har på grund av en tillfällig skada i armen tvingats byta arbete. 
Gunnar gifter sig med Ingegerd och paret flyttar in i en nybyggd lägenhet. En dag stöter hon ihop med Curt Brehmer igen. Den här gången har han med sin bil råkat stänka ner Ingegerd, vilket han gottgör genom att köpa henne en ny, elegant dräkt och sedan bjuda henne på lunch hos sin farbror som är baron på ett gods utanför staden. Farbrodern bjuder dem båda att stanna över natten, men i gryningen ger sig Ingegerd utan att säga något iväg för att vara hemma när Gunnar kommer tillbaka efter nattens arbete. 
Hon har emellertid hunnit bli häftigt förälskad i Curt, de båda bekänner sin kärlek till varandra. Ingegerd föresätter sig att ta ut skilsmässa, men hon kan inte lämna Gunnar, han skulle gå under utan henne. 

## Om filmen
Filmen premiärvisades den 20 oktober 1947 på biograf Roxy i Gävle. Stockholmspremiär året därpå den 12 januari. Inspelningen av filmen utfördes vid Centrumateljéerna i Stockholm med exteriörer från olika platser i Stockholm av Sten Dahlgren.  

## Rollista i urval
- Britta Holmberg – Ingegerd Lindberg
- Åke Grönberg – Gunnar Eklund, nattvakt, senare Ingegerds man
- Sture Lagerwall – Curt Brehmer, ingenjör
- Thor Modéen –  korvgubbe
- Douglas Håge –  kaféägare
- Åke Claesson – baron, Curts farbror
- Naima Wifstrand – fru Eklund, Gunnars mor
- Allan Bohlin – poliskonstapeln
- Hugo Björne – överkonstapel Göransson
- Linnéa Hillberg – fru Lindberg, Ingegerds mor
- Carl Ström –  herr Lindberg, Ingegerds far
- Astrid Bodin –  piga hos Lindberg
- Mimi Nelson –  Curts väninna
- Gösta Ericsson –  man i trappa
- Barbro Flodquist –  Elna, servitris på kafé
- Siv Ericks – servitris på kafé
- Viveca Serlachius – servitris på kafé
- Carl Reinholdz – Gunnars arbetskamrat

## Musik i filmen
- Du är min lilla prinsessa (Du är i sagan min lilla prinsessa/Du är min lilla saga), kompositör Jules Sylvain, text Karl-Ewert, instrumental.
- Isblommor på mitt fönster, kompositör Jules Sylvain, text Karl-Ewert, instrumental.
- Kom lilla flicka valsa med mig, sång Åke Grönberg